# Phryneta silacea
Phryneta silacea là một loài bọ cánh cứng trong họ Cerambycidae.